# 신명론
신명론(神命論, Divine Command Theory)은 도덕적으로 옳은 행위가 옳은 이유는 신이 명령했기 때문이라고 주장하는 신학적 관점의 윤리학 이론이다.

## 제기된 문제점
신명론은 플라톤이 제기한 에우티프론 딜레마 Euthyphro Dilemma가 있다. '어떤 행위가 옳은 이유는 신이 명령했기 때문인가, 아니면 옳기 때문에 신이 명령한 것인가'라는 의문점을 안게 되었다. 그러나 양자 모두 고유의 문제점을 안고 있다.

### 전자
전자의 경우, 신이 명령하기 이전에는 그 행위가 옳지도, 그르지도 않았으므로, 순전히 신의 자의적 해석에 의해 옳고 그름이 규정된 것이며, 설령 그른 행위일지라도 신이 명령하기에 따라 옳은 것으로써 추구되었을 수도 있다는 문제가 생긴다. 또한 이 경우, 신이 선한 존재라는 개념 또한 다음과 같은 논리적 오류에 의해 무의미해진다.
- '신은 선하다'는 명제는 '선한 행위'가 신의 명령에 의해 규정된 것이므로 곧 '신은 신이 명령한 것이다'라는 불합리한 논증이 된다.
- '신의 명령은 선하다'는 마찬가지로 '신의 명령은 신이 명령한 것이다'라는 동어 반복의 논증이 되고 만다.

이러한 문제점으로 라이프니츠는 『형이상학 서설』에서 '사물이 어떤 선의 법칙에 의해서가 아니라 완전히 신의 의지에 의해 선한 것이 된다고 한다면, 그 사람은 자신도 모르는 사이에 신의 모든 사랑과 영광을 파괴하고 있는 것처럼 보인다. 만약 신이 지금까지 역사해 온 것과 정반대되는 것을 행할 때에도 찬양 받아야 한다면, 신이 지금까지 역사해 온 것에 대해서 그 분을 찬양해야 할 이유가 없지 않은가?'라고 주장하였다.

### 후자
후자의 경우, 신보다 더 권위있는 도덕적 가치들이 신 외부에 존재하고 신이 그것을 인식하여 명령한다. 이는 신이 자신보다 더 권위있는 무언가를 지킨다는 뜻이므로 극도로 위대한 신의 최종적인 권위와 모순된다.

## 문제점에 대한 반론
에우티프론 딜레마는 거짓된 딜레마라는 반론이 지적되어 왔다. 이는 제기된 딜레마는 어떤 행위가 도덕적으로 옳은 이유를 신이 명령했기 때문만이거나, 옳기 때문에 신이 명령한 것으로 한정하기 때문이다. 어떤 것이 딜레마이기 위해서는 'a이거나 a가 아니다' 와 같은 형태를 나타내야 한다. 하지만 에우티프론 딜레마는 '행위 x가 옳은 이유는 신이 그것을 명령했기 때문이거나 신이 그것이 선함을 인식하고 명령했기 때문이다'로 'a이거나 b이다'의 형태로 표현된다. 그렇기에 William Lane Craig와 같은 종교철학자들이나 신학자들은 세번째 대안이 있다고 주장한다. 즉, 어떤 행위가 옳은 것은 그것이 본질적으로 완벽하게 선한 신의 명령이기 때문이다. 
이는 에우티프론 딜레마의 첫번째 입장과는 다르다. 첫번째 입장은 단순히 도덕적으로 옳은 행위의 근거는 자의적일 수도 있는 신의 명령만인 경우를 이야기한다. 하지만 이 세번째 대안은 불변하고 완전히 선한 본성을 지닌 신이기에 신은 도덕적으로 그른 행위를 절대 명령하지 않는다고 한다. 가령 신은 절대 어린 아이를 재미로 고문하는 걸 옳은 행위가 되도록 명령하지 않는다.
또한 2번째 입장도 더 이상 문제가 되지 않는다. 신 자신의 불변하는 본성이 모든 선함과 옳음의 궁극적인 토대이자 기준이므로 신 보다 더 권위있는 존재를 상정할 필요가 없다. 신은 자신 외부에서 도덕성을 발견하는게 아니라 자신의 불변하는 본성에서 안다고 할 수 있다.

## 같이 보기
- 왕권신수설
- 윤리학적 주관주의
- 신권 정치
- 권위에 호소하는 논증